# Chromolaena
Chromolaena är ett släkte av korgblommiga växter. Chromolaena ingår i familjen korgblommiga växter.

## Bildgalleri

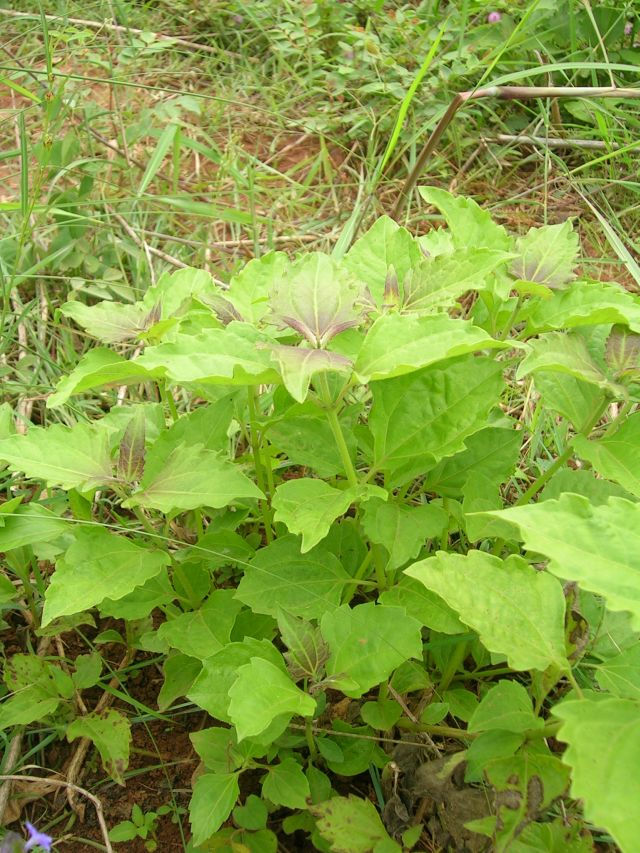
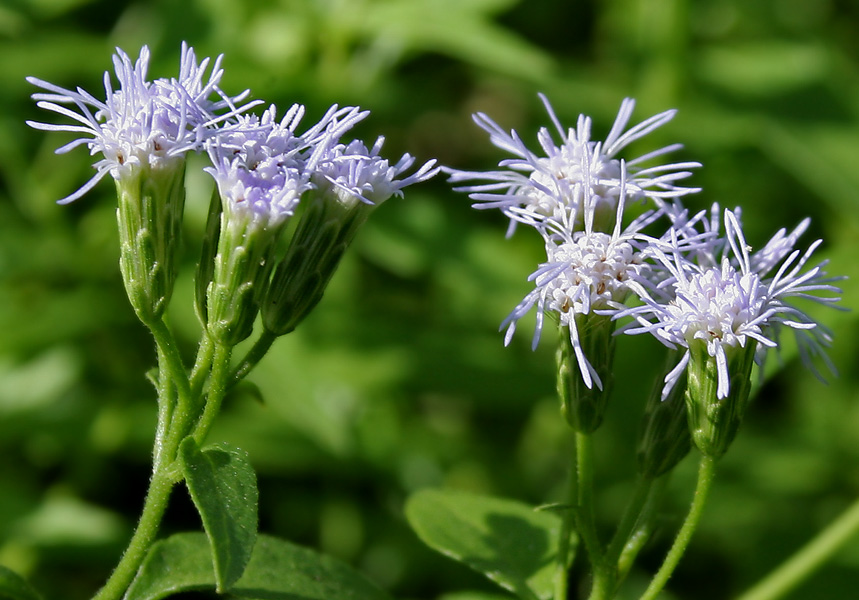
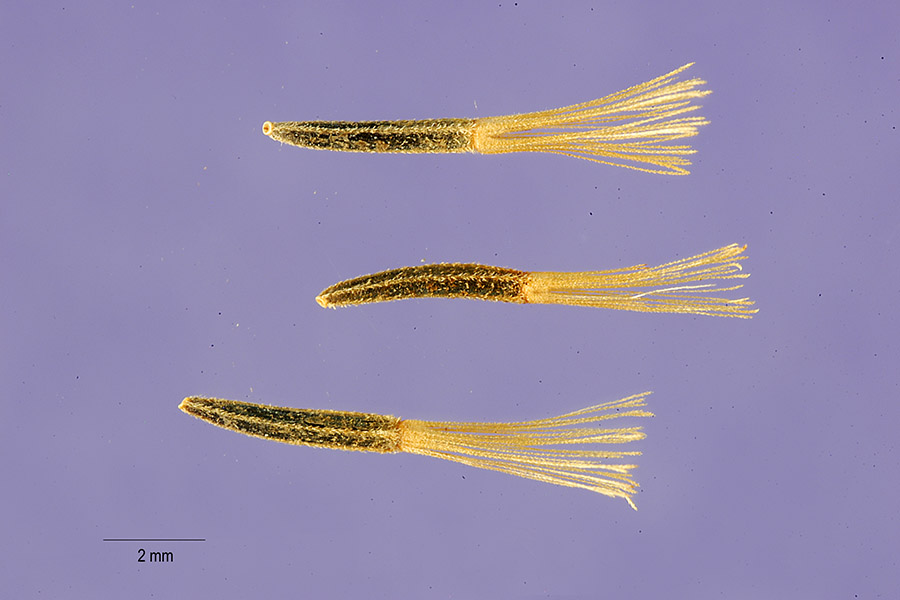

## Dottertaxa tillChromolaena, i alfabetisk ordning[1]
- Chromolaena adenolepis
- Chromolaena alvimii
- Chromolaena anachoretica
- Chromolaena angusticeps
- Chromolaena aridicola
- Chromolaena arnottiana
- Chromolaena arrayana
- Chromolaena ascendens
- Chromolaena asperrima
- Chromolaena austera
- Chromolaena bahamensis
- Chromolaena bangii
- Chromolaena barbacensis
- Chromolaena barranquillensis
- Chromolaena barrosoae
- Chromolaena bathyphlebia
- Chromolaena beckii
- Chromolaena bertholdii
- Chromolaena bigelovii
- Chromolaena borinquensis
- Chromolaena breedlovei
- Chromolaena brunneola
- Chromolaena bullata
- Chromolaena bullatum
- Chromolaena caaguazuensis
- Chromolaena caldensis
- Chromolaena callilepis
- Chromolaena campestris
- Chromolaena chaseae
- Chromolaena christieana
- Chromolaena chrysosticta
- Chromolaena cinereoviridis
- Chromolaena collina
- Chromolaena columbiana
- Chromolaena congesta
- Chromolaena connivens
- Chromolaena corymbosa
- Chromolaena costatipes
- Chromolaena cryptantha
- Chromolaena cylindrocephala
- Chromolaena decumbens
- Chromolaena densiflora
- Chromolaena desmocephala
- Chromolaena diaphanophlebia
- Chromolaena dussii
- Chromolaena elliptica
- Chromolaena epaleacea
- Chromolaena eripsima
- Chromolaena extensa
- Chromolaena farinosa
- Chromolaena frustrata
- Chromolaena furcata
- Chromolaena gentianoides
- Chromolaena geranifolia
- Chromolaena glaberrima
- Chromolaena guiengolense
- Chromolaena haenkeana
- Chromolaena haughtii
- Chromolaena herzogii
- Chromolaena heteroclinia
- Chromolaena heterosquamea
- Chromolaena hirsuta
- Chromolaena hookeriana
- Chromolaena horminoides
- Chromolaena hypericifolia
- Chromolaena hypodictya
- Chromolaena impetiolaris
- Chromolaena integrifolia
- Chromolaena iridolepis
- Chromolaena ivaefolia
- Chromolaena ivifolia
- Chromolaena jelskii
- Chromolaena kleinii
- Chromolaena laevigata
- Chromolaena larensis
- Chromolaena latisquamulosa
- Chromolaena leivensis
- Chromolaena leptocephala
- Chromolaena leucocephala
- Chromolaena lilacina
- Chromolaena linearis
- Chromolaena lucayana
- Chromolaena lundellii
- Chromolaena luqensis
- Chromolaena luquensis
- Chromolaena macrantha
- Chromolaena macrodon
- Chromolaena mallota
- Chromolaena margaritensis
- Chromolaena mattogrossensis
- Chromolaena maximiliani
- Chromolaena mendezii
- Chromolaena meridensis
- Chromolaena minasgeraesensis
- Chromolaena misella
- Chromolaena molina
- Chromolaena mononeura
- Chromolaena morii
- Chromolaena moritensis
- Chromolaena moritziana
- Chromolaena mucronata
- Chromolaena multiflosculosa
- Chromolaena myriadenia
- Chromolaena myriocephala
- Chromolaena odorata
- Chromolaena oinopolepis
- Chromolaena opadoclinia
- Chromolaena orbignyana
- Chromolaena ortegae
- Chromolaena ossaeana
- Chromolaena oteroi
- Chromolaena oxylepis
- Chromolaena oyadensis
- Chromolaena palmaris
- Chromolaena paraguariensis
- Chromolaena parviceps
- Chromolaena pedalis
- Chromolaena pedunculosa
- Chromolaena pellia
- Chromolaena perforata
- Chromolaena perglabra
- Chromolaena perijaensis
- Chromolaena persericea
- Chromolaena pharcidodes
- Chromolaena picta
- Chromolaena ponsiae
- Chromolaena porophylloides
- Chromolaena porphyrolepis
- Chromolaena pseudinsignis
- Chromolaena pulchella
- Chromolaena punctulata
- Chromolaena pungens
- Chromolaena quercetorum
- Chromolaena revoluta
- Chromolaena rhinanthacea
- Chromolaena rigida
- Chromolaena rojasii
- Chromolaena roseorum
- Chromolaena sagittata
- Chromolaena sagittifera
- Chromolaena sanctopaulensis
- Chromolaena santanensis
- Chromolaena scabra
- Chromolaena serratuloides
- Chromolaena sinuata
- Chromolaena squalida
- Chromolaena squarroso-ramosa
- Chromolaena squarrulosa
- Chromolaena stachyophylla
- Chromolaena steyermarkiana
- Chromolaena stillingiaefolia
- Chromolaena subscandens
- Chromolaena suratensis
- Chromolaena tacotana
- Chromolaena tecta
- Chromolaena tequandamensis
- Chromolaena ternicapitulata
- Chromolaena thurnii
- Chromolaena toldensis
- Chromolaena trigonocarpa
- Chromolaena trujillensis
- Chromolaena tunariensis
- Chromolaena tyleri
- Chromolaena ulei
- Chromolaena umbelliformis
- Chromolaena uromeres
- Chromolaena urticoides
- Chromolaena verbenacea
- Chromolaena verticillata
- Chromolaena voglii
- Chromolaena xalapana
- Chromolaena xestolepidoides
- Chromolaena xestolepis
- Chromolaena xylorrhiza